# Erwin Gerlach
Pour les articles homonymes, voir Gerlach.
Erwin Gerlach (29 juin 1894 à Berlin - 3 décembre 1957 à Königstein im Taunus) est un Generalmajor allemand qui a servi au sein de la Heer dans la Wehrmacht pendant la Seconde Guerre mondiale.

## Biographie
Hans-Kurt Höcker s'enrôle le 14 août 1914 dans le 6e régiment d'artillerie de campagne en tant que porte-drapeau.
Erwin Gerlach est capturé le 9 mai 1945 par les troupes soviétiques. Il reste en captivité jusqu'au 9 octobre 1955.

## Promotions
| Fähnrich       | 27 janvier 1915  |
| Leutnant       | 8 mai 1915       |
| Oberleutnant   | 31 juillet 1925  |
| Hauptmann      | 1er octobre 1929 |
| Major          | 1er juillet 1935 |
| Oberstleutnant | 1er mars 1938    |
| Oberst         | 1er août 1940    |
| Generalmajor   | 1er juin 1943    |